# لوبياء أقونيطية الأوراق
لوبياء أقونيطية الأوراق (الاسم العلمي:Vigna aconitifolia) (بالإنجليزية: dew bean)‏ هو نوع من النباتات يتبع جنس اللوبياء من الفصيلة البقولية.